# Ходорівський район (Київська округа)
Македонський район — район у складі Київської округи Української РСР у 1923–1925 роках із центром у селі Македони. Незадовго до ліквідації центр району був перенесений до села Ходорів, а район перейменований на Ходорський або Ходорівський.

## Історія
У 1923 році в Українській СРР було проведено районування, внаслідок якого утворено округи і райони замість повітів і волостей. Зокрема, постановами ВУЦВК від 7 березня і 12 квітня було утворено Македонський район у складі Київської округи Київської губернії, до якого увійшли території Македонської, Велико-Прицківської і Ходорківської волостей Богуславського (Канівського) повіту. Центром району стало село Македони.
Станом на 1924 рік Македонський район складався із 20 сільрад, до яких входило 32 поселення: 2 містечка (Трахтемирів та Ходорів), 28 сіл і 2 хутори.
Постановою ВУВЦК від 27 березня 1925 року відбулися такі зміни в устрої району:
- до району перечислено:
  - Григорївську, Пещальницьку, Почанцинську й Чернишевську сільради Канівського району Шевченківської округи;
  - с. Липовий Ріг (Липово-Ріжську сільраду) Ржищівського району Київської округи;
- з району перечислено:
  - Буртянську й Очеретнянську сільради до складу Кагарлицького району Київської округи;
  - Велико-Прицьківську, Демовщинську, Кадімську і Півцівську сільради до складу Ржищівського району Київської округи;
- центр перенесено з Македон до Ходорова;
- район перейменовано на Ходорський.[4]

Постановою ВУВЦК від 3 червня 1925 року було розформовано Ходорівський район Київської округи, і з нього було віднесено:
- 13 сільрад до складу Ржищівського району Київської округи: Македонську, Велико-Прицковську, Грушівську, Драчівську, Мало-Букринську, Мало-Прицківську, Медведівську, Пієвську, Ромашковську, Тулинецьку, Ходорівську, Янівську та Липово-Рогську;
- 2 сільради до складу Переяславського району Золотоноської округи на Полтавщині: Трахтемірівську та Лукавицьку;
- 2 сільради до складу Канівського району, включеного до Черкаської округи: Григоровську, Потанцовську, Пищальниковську та Чернишевську.[5]